# Lijst van Nederlandse televisiepresentatoren
Dit is een lijst van Nederlandse televisiepresentatoren.
- De omroep/zender Veronica kent meerdere periodes:
  - Veronica (PO) = Veronica als Publieke Omroep, bekend onder de afkorting VOO
  - Veronica (HMG) = Veronica als onderdeel van de Holland Media Groep
  - Veronica (MTV) = Veronica als commerciële zender op het kanaal van MTV
  - Veronica (SBS)/ Veronica (Talpa) = Veronica als onderdeel van de SBS-groep, vanaf 2018 Talpa-groep

## A
- Henk van der Aa (KRO/KRO-NCRV)
- Guido den Aantrekker (SBS6)
- Christien van der Aar (SBS6)
- Soumia Abalhaya (AVRO)
- Janine Abbring (VARA/BNNVARA, VPRO)
- Laïla Abid (RTV Noord Holland, NOS)
- Youssef Abjij (NOS)
- Cynthia Abma (RTL 4, RTL 5, SBS6)
- André Accord (TROS, NOT)
- Nicole Adriaens (AVRO)
- Arlette Adriani (RTL 4, SBS6)
- Nesim Ahmadi (VARA)
- Michiel Akkerman (RTL 4)
- Marjolijn Akkermans (NOT-Teleac)
- Özcan Akyol (NTR, MAX)
- Willeke Alberti (TROS)
- Willy Alberti (TROS)
- Yoeri Albrecht (AT5, Het Gesprek)
- Leo Alkemade (SBS6)
- Kefah Allush (EO)
- Alexandra Alphenaar (RTL)
- Marijke Amado (TROS)
- Sahil Amar Aïssa (BNNVARA, NPO 3 Extra)
- Najib Amhali (RTL 4)
- Jacques d'Ancona (Yorin)
- Mylène d'Anjou (KRO)
- Simone Angel (Veronica (PO))
- Judith Ansems (Veronica (HMG))
- Dodi Apeldoorn (RVU, NOS, NCRV, KRO)
- Romilde Appel (RTL 4, RTL 5)
- Anne Appelo (EO, BNNVARA)
- Marga van Arnhem (NOS)
- Gerard Arninkhof (NOS)
- Krista Arriëns (VARA, regionale omroepen)
- Naomi van As (TROS/AVROTROS, SBS6)
- Josefine van Asdonk (RTL 4)
- Jandino Asporaat (NTR, RTL 4)
- Vivienne van den Assem (Nickelodeon, AVRO, TROS, NTR, EO, AVROTROS, WNL, RTL 4)
- Naeeda Aurangzeb (NTR)

## B
- Peter de Baan (HUMAN)
- Winfried Baijens (NOS, VARA)
- Gregor Bak (NCRV)
- Cor Bakker (TROS, MAX, ONS)
- Heinze Bakker (NOS)
- Jan Bakker (EO)
- Marco Bakker (TROS, ONS)
- Sonja Bakker (SBS6, RTL 4)
- Jim Bakkum (RTL 4, SBS6)
- Narsingh Balwantsingh (OHM, RTV Rijnmond)
- Barbara Barend (RTL 7, RTL 4, TROS, Het Gesprek, Eredivisie Live/Fox Sports)
- Frits Barend (VARA, NOS, MAX, Het gesprek, RTL 7)
- Sonja Barend (VARA, AVRO)
- Barend Barendse (NCRV)
- Annette Barlo (RTL 5, NCRV, FOX8, SBS6, RTV Utrecht)
- Freek Bartels (AVRO)
- Mariëlle Bastiaansen (RTL 4)
- Joël Batenburg (NCRV)
- Mariska Bauer (TROS/AVROTROS, RTL 4)
- Frans Bauer (TROS/AVROTROS, RTL 4)
- Duco Bauwens (MAX)
- Wim Bax (RTL 4)
- Tijl Beckand (BNN, AVRO/AVROTROS, RTL 4)
- Eddy Becker (VARA, NCRV)
- Robèrt van Beckhoven (MAX)
- Dyanne Beekman (RTL 4, SBS6, Net5)
- Giel Beelen (VARA/BNNVARA)
- Beertje van Beers (FOX, Veronica (MTV & SBS), RTL 4)
- Margreet Beetsma (NOS, RTL 4)
- Dirk de Bekker (NTR)
- Mireille Bekooij (TROS, RTL 4)
- Fred Benavente (NCRV)
- Marijke Benkhard (Veronica (PO))
- Plien van Bennekom (NTR, MAX)
- Menno Bentveld (VARA/BNNVARA)
- Gerard van den Berg (NCRV)
- Gert Berg (Veronica, RTL 4)
- Marie-Claire van den Berg (RTL 4)
- Reinier van den Berg (RTL 4, RTL 5, Weerkanaal)
- Jojanneke van den Berge (PowNed, RTL 4, EO, AVROTROS)
- Elles Berger (VARA, RTL Véronique/RTL 4)
- Martijn van den Bergh (RTL 4)
- John Bernard (NOS, RTL Véronique/RTL 4, RTL 5)
- Tim den Besten (VPRO)
- Ramon Beuk (Yorin, Net5, NCRV, RTL 4)
- Francis Beukeveld (SBS6, RTL 4)
- Barbara van Beukering (AVRO)
- Noraly Beyer (NOS)
- Michiel Bicker Caarten (RTL 5, WNL)
- Wim de Bie (VPRO)
- Marianne Bierenbroodspot (TROS)
- Pepijn Bierenbroodspot (SBS6)
- Dirk-Jan Bijker (EO)
- Rebecca Bijker (EO)
- Tonneke Bijker (EO)
- Martine Bijl (TROS, NOS, NCRV, Net5, MAX)
- Henk Binnendijk (EO)
- Manon Blaas (TROS)
- Gaby Blaaser (Jetix, Nickelodeon, RTL 5, RTL 4)
- Jan Blaaser (KRO)
- Leonie van Bladel (IKON)
- Herbert Blankesteijn (NOT-Teleac)
- Jill Bleiksloot (WNL)
- Laura van der Blij (RTL 4, RTL 7, SBS6)
- Herman den Blijker (RTL 5, RTL 4, SBS6)
- Esther Blinker (RTL 5)
- Jordi Bloem (Weerkanaal, Omroep Gelderland, Omroep Brabant, Omroep Zeeland)
- Marlot Bloemhard (TROS)
- Dieuwertje Blok (KRO, VARA, RTL Véronique NPS/NTR, ONS)
- IJf Blokker (VPRO)
- Leo Blokhuis (KRO-NCRV, NTR)
- Susan Blokhuis (TROS, RTL 5, SBS6, Net5, RTL 4)
- Tom Blom (TROS)
- Antoine Bodar (RKK)
- Mike Boddé (VARA)
- Johan Bodegraven (NCRV)
- Vivian Boelen (KRO, Teleac, RTL 4)
- Kelvin Boerma (BNNVARA, SBS6)
- Eva de Boer (KRO, NCRV, NPO Spirit)
- Hadassah de Boer (RTL 4, NPS/NTR)
- Heleen de Boer (RTL Véronique)
- Joya de Boer (SBS6)
- Maik de Boer (RTL 4, SBS6)
- Sacha de Boer (RTL 5, Veronica (HMG), NOS)
- Sophia de Boer (Veronica (PO), RTL 4, SBS6, V8)
- Casper van Bohemen (RTL 4)
- Marit van Bohemen (RTL 5, Kindernet, SBS6, Net5, RTL 4, Teleac/NTR)
- Hans Böhm (NOS, AVRO, NCRV, NOT-Teleac, RTL 5)
- Willem Bol (NCRV)
- Wilson Boldewijn (RTL 4)
- Derk Bolt (KRO/KRO-NCRV)
- Frits Bom (VARA, RTL 4, TV Gelderland)
- Godfried Bomans (NCRV, KRO)
- Lieke van Bommel (AVRO)
- Karin van den Boogaert (MAX, BVN)
- Michael Boogerd (RTL 7)
- Daan Boom (KRO-NCRV)
- Jeroen van der Boom (Veronica (SBS), SBS6)
- Arie Boomsma (Yorin, EO, KRO/KRO-NCRV, Net5, RTL 4)
- Corine Boon (RTL 4, SBS6)
- Herman Boon (EO)
- Bart Boonstra (Net5, SBS6, Nickelodeon)
- Ronald Boot (NOS)
- Borsato-Ruiters (RTL 4, Veronica (HMG), SBS6)
- Hugo Borst (NOS, HUMAN)
- Gerlof Bos (RTL 4)
- Jan Just Bos (NCRV)
- Stef Bos (KRO-NCRV)
- Wim Bosboom (VARA, TROS)
- Bart Bosch (RTL 4, TROS, Teleac-NOT, KinderNet5)
- Judith Bosch (VARA, NCRV)
- Eelco Bosch van Rosenthal (NOS/NTR)
- Evelien Bosch (MTV, NCRV)
- Bernhard van den Bosch (EO)
- Jan van den Bosch (EO)
- Jantine van den Bosch (RTL 4)
- JayJay Boske (BNN/101Tv, Veronica (SBS), RTL 5)
- Jurre Bosman (TROS, NOT/NTR)
- Martijn Bosman (Nickelodeon)
- Suzanne Bosman (RTL 4, RTL 7, AVROTROS)
- Janice Bosmans (Janice) (SBS6)
- Sanne Boswinkel (RTL 7, RTL 4)
- Carlo Boszhard (AVRO, RTL 4, Veronica (HMG))
- Ron Boszhard (TROS/AVROTROS)
- Froukje de Both (Net5, Yorin, Talpa/Tien, RTL 5, RTL 7, RTL 4, Videoland)
- Ali B (TROS/AVROTROS)
- Berend Boudewijn (VARA, KRO)
- François Boulangé (VARA)
- Bob Bouma (KRO)
- Ad Bouman (MAX)
- Sipke Jan Bousema (AVRO, NTR, RTL 4)
- Jan des Bouvrie (Veronica (HMG)/Yorin)
- Maarten Bouwhuis (RTL 7)
- Eric Bouwman (RTL 4)
- Mies Bouwman (VARA, AVRO)
- Mirjam Bouwman (Yorin, EO)
- Kristina Bozilovic (TMF, MTV, RTL 4)
- Leonie ter Braak (WNL, SBS6, NET5)
- Ted de Braak (NCRV, KRO)
- Joop Braakhekke (AVRO, RTL 4)
- Lex Braamhorst (AVRO)
- Gerrit den Braber (AVRO)
- Govert van Brakel (NOS)
- René van Brakel (NOS)
- Sjaak Bral (VPRO, Veronica (HMG), RTL 4, RTL 5)
- Viktor Brand (RTL 4, SBS6)
- Wim Brands (VPRO)
- Natasha van den Brand-Horninge (RTL 5, RTL 7, RTL 8, RTL 4)
- Rick Brandsteder (SBS6, Talpa/Tien, RTL 5, RTL 4)
- Ron Brandsteder (TROS, RTL 4, MAX, SBS6, ONS)
- Jelle Brandt Corstius (VPRO)
- Amber Brantsen (NOS)
- Patty Brard (TROS, RTL Véronique/RTL 4, Veronica (HMG)/Yorin, RTL 5, SBS6)
- Luuk Braun (NOS, TV10, TV Plus, TV West, TV Rijnmond, StadsTV Rotterdam)
- Rosalie van Breemen (RTL 4, RTL 5)
- Lesly Brehm (SBS6)
- Claudia de Breij (VARA)
- Eric Bremer (RTL 7)
- Ria Bremer (AVRO, AVROTROS)
- Hans van Breukelen (RTL Véronique)
- Antoinette van Brink (KRO, RVU)
- Jos Brink (AVRO, TROS, RTL 4, NCRV)
- Robert ten Brink (KRO, Teleac, NOS, VARA, Veronica (PO & HMG), SBS6, RTL 4)
- Tijs van den Brink (EO)
- Isabelle Brinkman (TMF, SBS6, RTL Lounge)
- Tamara Brinkman (Veronica (SBS), RTL 5, RTL 7)
- Suus de Brock (SBS6)
- Angela van den Broek (SBS6)
- Joël Broekaert (KRO/KRO-NCRV)
- Jessica Broekhuis (AVRO, Veronica (HMG), RTL 4)
- Manuel Broekman (BNN)
- Sacharko Broere (RTV Utrecht, NOS)
- Patricia Brok (RTL 4, SBS6)
- Corry Brokken (AVRO, VARA)
- Holly Mae Brood (RTL 5, Videoland)
- Dyantha Brooks (SBS6)
- Claire Brouwer (Kindernet, Yorin, AT5)
- Joanne Brouwer (EO)
- Kevin Brouwer (RNN7, SBS6, RTL 5, RTL 4)
- Wendy Brouwer (TROS, KRO, Kindernet, Sport7, SBS6, RTL 5)
- Dolf Brouwers (VPRO)
- Eef Brouwers (NOS)
- Martin Brozius (TROS)
- Mariëtte Bruggeman (KRO)
- Peter van Bruggen (KRO)
- Willem Leonard Brugsma (VARA)
- Caroline De Bruijn (Euro7, RTL 4)
- Evelien de Bruijn (RTV Utrecht, SBS6)
- Judith de Bruijn (AVRO, Teleac/NTR)
- Koert-Jan de Bruijn (RTL 4, Jetix/DisneyXD, SBS6)
- Otto de Bruijne (EO)
- Sjimmy Bruijninckx (Talpa/Tien, SBS6)
- Marcel Bruijns (AVRO, TROS)
- Elles de Bruin (MAX, TV West)
- Annemarie Brüning (RTL 7, RTL 4, SBS6)
- Edo Brunner (BNN, Llink, SBS6)
- Ellen Brusse (TROS, RTL 4)
- Jan Brusse (AVRO)
- Joop Brussée (VARA)
- Jelle Brussen (SBS6)
- Boudewijn Büch (VARA)
- Menno Buch (Veronica (HMG), RTL 4)
- Nicole Buch-van Houten (RTL 4, SBS6)
- Cees Buddingh (AVRO)
- Biem Buijs (NOS)
- Xander de Buisonjé (NCRV, TROS, SBS6)
- Izzy Buitenhoorn (VPRO)
- Joost Buitenweg (Veronica (HMG), SBS6, RTL 4)
- Marga Bult (TROS, Veronica (HMG), RTV Oost)
- Hansje Bunschoten (KRO)
- Daphne Bunskoek (RTV Oost, TMF/MTV, KRO, Net5, VPRO, NTR, RTL 4)
- Ben van der Burg (SBS6)
- Lou van Burg (KRO, AVRO)
- Max van den Burg (VARA)
- Erik Burgers (RTL 4)
- Caspar Bürgi (RTL 4)
- Michaël van Buuren (AVRO, Veronica (SBS))

## C
- Peter van Campen (NCRV)
- Lucella Carasso (NOS)
- Rudi Carrell (AVRO, VARA, KRO)
- Rutger Castricum (PowNed)
- Leontien Ceulemans (VARA, NOS, NCRV)
- Splinter Chabot (AVROTROS)
- Amir Charles (TMF)
- Kiki Classen (RTL 5, SBS6)
- Eva Cleven (NTR)
- Joost Cohensius (TROS)
- Yvonne Coldeweijer (RTL 8, RTL Telekids, RTL 4)
- Simon van Collem (VPRO, AVRO, TROS)
- Tom Collins (Veronica (HMG))
- Olga Commandeur (AVRO, MAX)
- Nance Coolen (TMF, RTL 5, TROS, SBS6, RTL 4)
- Maud Coppes (Veronica (PO))
- Rogier Cornelisse (VARA)
- Tim Coronel (SBS6, RTL 5, RTL 7)
- Tom Coronel (SBS6, RTL 5, RTL 7)
- Eric Corton (Veronica (HMG), BNN/BNNVARA, VPRO, NPS/NTR)
- Jan Cottaar (KRO, NTS)
- Fresia Cousiño Arias (Ziggo Sport, RTL 7, FOX Sports/ESPN)
- Pepijn Crone (NOS, RTL 4)
- Edward van Cuilenborg (NOS, SBS6 & Veronica (SBS), Sport1)
- Adam Curry (Veronica (PO), SBS6)

## D
- Da Mouth of Madness (Sietse van Daalen) (TMF)
- Joop Daalmeijer (VARA, Veronica (PO))
- Tatum Dagelet (SBS6, Veronica (HMG)/Yorin, Veronica (SBS), RTL 5, NTR, KRO-NCRV)
- Ria Dalmeijer (NOS)
- Cees Dam (NOT-Teleac)
- Marcel van Dam (VARA)
- Nicolette van Dam (MTV, Jetix, RTL 4, SBS6, Net5)
- Steye van Dam (Veronica (SBS))
- Abdellah Dami (RTV Noord-Holland, NMO, AVRO)
- Anic van Damme (NOS)
- Frank Dane (RTL4, SBS6)
- Cilly Dartell (AVRO, SBS6, MAX)
- Nasrdin Dchar (AVRO)
- Noël Deelen (VARA)
- Daphne Deckers (Veronica (HMG), RTL Véronique/RTL 4, RTL 5)
- Victor Deconinck (Teleac, RTL Véronique, NOS, TROS)
- Britt Dekker (RTL 5, AVROTROS, SBS6)
- Janke Dekker (NCRV, SBS6)
- Nathalie den Dekker (RTL 4)
- Pauline Dekker (Veronica (HMG)/Yorin)
- Midas Dekkers (VARA/BNNVARA, MAX)
- Frank Derijcke (RTL 4, SBS6)
- Johan Derksen (RTL 7, Veronica (Talpa))
- Floortje Dessing (Llink, BNN, VARA/BNNVARA)
- Joep van Deudekom (VARA/BNNVARA, Net5, Discovery Channel, NTR, KRO-NCRV)
- Noortje Deutekom (NOS)
- Claudia Di Palermo (NOT-Teleac)
- Wessel van Diepen (Veronica (PO), RTL Véronique, TMF)
- Inge Diepman (VARA)
- Edwin Diergaarde (Veronica (HMG))
- Ati Dijckmeester (VARA, NCRV)
- Lizelotte van Dijk (Veronica (SBS))
- Nova van Dijk (TROS, RTL 4)
- Peter van Dijk (NOS)
- Rob van Dijk (RTV Utrecht, NOS)
- Selma van Dijk (RTL 5, RTL 4, SBS6)
- Wendy van Dijk (Veronica (HMG), SBS6, RTL 4)
- Marcel Dijkman (RTL 4)
- Susanne Dijksterhuis (RTL 7, SBS6, RTL 4)
- Erik Dijkstra (VARA/BNNVARA)
- Pia Dijkstra (NCRV, NOS, AVRO)
- Sarah Dikker (SBS6)
- Ruben Dingemans (RTL 4, NOT/NTR, RTL 8, RTL Telekids)
- Adriaan van Dis (VPRO)
- Verti Dixon (VPRO)
- Willy Dobbe (NOS, TROS)
- Ferry Doedens (RTL 5)
- Milan van Dongen (FOX Sports)
- Karsu Dönmez (24 Kitchen)
- Donnie (rapper Donnie) (KRO-NCRV)
- Golda Doof (RTL 4)
- Bert van den Dool (SBS6, RTL 4)
- Elleke van Doorn (NOS, RTL 5)
- Henk van Dorp (VARA, NOS, RTL 5, RTL 4, Talpa, Het gesprek)
- Martijn Dorrestein (RTL 4)
- Petra Dorrestijn (Sport7, RTL 5, Net5, Omroep Brabant, RTV Noord-Holland)
- Raven van Dorst (BNNVARA)
- Wieteke van Dort (VARA, AVRO)
- Rens van Dorth (AVRO)
- Tim Douwsma (TROS/AVROTROS, SBS6)
- Kees Driehuis (VARA/BNNVARA)
- Luk van Driessche (NOT-Teleac)
- Leo Driessen (Veronica (HMG), RTL 5, SBS6, FOX Sports)
- Ingrid Drissen (NOS)
- Gert-Jan Dröge (AVRO, Net5)
- Cees van Drongelen (AVRO)
- Klaas Drupsteen (NCRV/KRO-NCRV, MAX)
- Doesjka Dubbelt (RTL 4)
- André van Duin (AVRO, TROS, RTL 4, Talpa, SBS6, MAX)
- Marijn Duintjer Tebbens (AVRO)
- Theo van Duivenbode (Veronica (PO))
- Esther Duller (Veronica (HMG)/Yorin, RTL 4)
- Mabel van den Dungen (TROS, RTL 5, RTL 4)
- Saskia van Duuren (SBS6)
- Cherry Duyns (VPRO)
- Willem Duys (AVRO)
- Sosha Duysker (NTR, NPO Zapp, KRO-NCRV, BNNVARA)

## E
- Diederik Ebbinge (NTR, MAX)
- Cees van Ede (NOS)
- Harm Edens (TROS/AVROTROS, NCRV, TV Gelderland, RTL 4, NTR, SBS6)
- Arjan Ederveen (VPRO)
- Stephanie van Eer (AVROTROS, KRO-NCRV)
- Klaas van der Eerden (VARA, NPS, RTL 5, AVROTROS)
- Joost Eerdmans (WNL)
- Theo Eerdmans (VARA, NTS)
- Mark van Eeuwen (RTL 4, RTL 5, Veronica (SBS))
- Romeo Egbeama (MTV, Yorin)
- Tom Egbers (NOS, Veronica (PO), NTR/NPS)
- Pascalle van Egeraat (RTL 4)
- Anne van Egmond (KRO, Teleac, ONS)
- René Eijbersen (NCRV)
- Kristel van Eijk (Veronica (MTV & SBS), Jetix, WNL, ONS)
- Ria van Eijndhoven (AVRO, RTL Véronique, TROS & EO)
- Johan Eikelboom (EO)
- Gerard Ekdom (AVRO, BNNVARA, SBS6)
- Fidan Ekiz (VARA/BNNVARA, NTR)
- Daan Ekkel (VPRO, Veronica (HMG))
- Willem Ekkel (VPRO, Veronica (HMG), SBS6)
- Maya Eksteen (Veronica (PO), RTL 4, RTL 5)
- Jetske van den Elsen (NCRV/KRO-NCRV)
- Marieke Elsinga (RTV NH, RTL4, RTL5)
- Rémi van der Elzen (KRO, RTL 5)
- Hans Emans (Veronica (PO), Teleac)
- Natascha Emanuels (Veronica (PO))
- Fred Emmer (NTS/NOS, VPRO, RTL 5)
- Hans Emmering (VARA)
- Herman Emmink (AVRO, TROS)
- Gert-Jan van den Ende (Fox Kids, Jetix, SBS6)
- Vincent van Engelen (NOS, KRO)
- Rick Engelkes (SBS6, RTL 5)
- Astrid Engels (VARA)
- Sofie van den Enk (RTV Utrecht, KRO/KRO-NCRV)
- Rieke van Epen (NCRV)
- Boyan Ephraim (TV West, RTV Rijnmond, Omroep Gelderland, RTL 4)
- Bram van Erkel (KRO)
- Monique van Erp (TROS)
- Beau van Erven Dorens (RTL 4, Veronica (HMG)/Yorin, RTL 5,  Talpa/Tien, SBS6)
- Angela Esajas (TROS)
- Vincent van Essen (RTL 4)
- Bart Ettekoven (RTL 5, SBS6)
- Frank Evenblij (VARA, BNN, BNNVARA, RTL 7, Ziggo Sports)

## F
- Jasper Faber (Veronica (HMG))
- Jennifer Faber (RTL 4, RTL 7)
- Peter Faber (TROS)
- Maryette Fagel (RTL 4)
- Paul Fagel (RTL 4)
- Ton Fagel (RTL 4)
- Violet Falkenburg (IKON, NOS, Teleac, AVRO, NCRV, SBS6, TV Gelderland, MAX)
- Veras Fawaz (BNNVARA)
- Mariëtte Fehmers (SBS6)
- Rik Felderhof (NCRV)
- Igmar Felicia (RTL 4, KRO-NCRV)
- Roeland Fernhout (RTL 5)
- Joey Ferre (RTL 4)
- Jaïr Ferwerda (Het Gesprek, KRO-NCRV, RTL 4)
- Leo Fijen (RKK)
- Janny Fijnvandraat (EO)
- Margje Fikse (EO)
- Jan Fillekers (NCRV)
- Borka Florentinus (Veronica (HMG), SBS6)
- Fred Florusse (NOT)
- Hans Flupsen (VPRO)
- Sander Foppele (Yorin, RTL 5, RTL 4)
- Ivette Forster (VPRO, KRO, NOS & TROS)
- Curt Fortin (BNN, NOT/Teleac/NTR, RTL 8/RTL Telekids)
- Ayrton Fraenk (VPRO)
- Marijn Frank (KRO-NCRV)
- Ferdinand Fransen (TROS)
- Frans Frederiks (Lange Frans) (Veronica (SBS))
- Willibrord Frequin (KRO, RTL 4, RTL 5, SBS6)
- Philip Freriks (NCRV/ KRO-NCRV, NPS/NTR, MAX)
- Job Frieszo (NOS)
- Natasja Froger (TROS, SBS6, RTL 4)
- Sjors Fröhlich (NCRV)
- Rob Fruithof (KRO, TROS)

## G
- Annemarie van Gaal (NCRV, RTL 4, SBS6)
- Karin van der Gaarden (Veronica (PO))
- Gabber Piet (Piet van Dolen) (TMF)
- Bavo Galama (KRO, RTL 7, SBS6)
- Carolina Lo Galbo (VPRO, SBS6)
- Jan Joost van Gangelen (NOS, Talpa/Tien, RTL 4, RTL 7, VPRO, SBS6, Veronica (SBS), Eredivisie Live/FOX Sports/ESPN)
- Birgit Gantzert (AVRO)
- Clarice Gargard (AT5, NTR, VARA)
- Bert Garthoff (VARA)
- Martin Gaus (TROS)
- Cees Geel (Talpa/Tien)
- Jacobine Geel (NCRV/KRO-NCRV)
- Lysette van Geel (NOS)
- Ursul de Geer (NCRV, RTL 4)
- Roel Geeraedts (RTL 4)
- Dammie van Geest (BNNVARA)
- Dennis van der Geest (RTL 5, SBS6)
- Jimmy Geduld (RTL 4, Veronica (HMG))
- Jack van Gelder (TROS, NOS, Ziggo Sport, SBS6)
- Jochem van Gelder (NCRV, TV Gelderland, SBS6, RTL 4, RTL 5)
- Jurre Geluk (BNN/BNNVARA)
- Wilfred Genee (Sport7, SBS6, RTL 5, RTL 4, Talpa/Tien, Eredivisie Live, RTL 7, Veronica (Talpa))
- Ewout Genemans (NCRV, AVRO, RTL 5, RTL 4)
- Yvonne van Gennip (RTL 4, SBS6, MAX)
- Nathalie van Gent (SBS6)
- Madri Gerber (SBS6, Net5)
- Jan Gerritsen (NOS)
- Renate Gerschtanowitz-Verbaan (TMF, RTL 5, RTL 4, Net5, SBS6)
- Winston Gerschtanowitz (Veronica (HMG), RTL 4, Talpa/Tien, SBS6)
- Lonny Gerungan (TROS)
- Dave Geukes (RTL 7)
- Rob Geus (SBS6)
- Simone de Geus (Veronica (HMG), RTL 5)
- Danny Ghosen (PowNed, EO, NTR)
- Natasja Gibbs (BNNVARA)
- Lars Gierveld (VARA/BNNVARA)
- Wilbert Gieske (TROS, Veronica (HMG))
- René van der Gijp (RTL 7, Veronica (Talpa))
- Yves Gijrath (RTL 7, RTL 4, SBS6)
- Anna Gimbrère (KRO-NCRV)
- Aukje van Ginneken (RNN7, SBS6, RTL 4)
- Aart C. Gisolf (NOS)
- Willem Glashouwer jr. (EO)
- Jan Pieter Glerum (TROS, SBS6, Teleac)
- Jac. Goderie (AVRO, RTL 5)
- Theo van Gogh (Veronica (HMG), SBS6)
- Hans Goedkoop (NPS/NTR)
- Stella Gommans (Veronica (HMG)/Yorin, RTL 5, RTL 4)
- Myrna Goossen (AVRO, RTL 4, SBS6, MAX, RTL 7/RTLZ)
- Leo van der Goot (RNI, VARA, VERONICA)
- Wytse van der Goot (FOX Sports, Ziggo Sport, Veronica (SBS))
- Mylène Gordinou de Gouberville (Teleac-NOT/NTR)
- Ilja Gort (MAX, AVROTROS)
- Jasper Gottlieb (24 Kitchen, NTR)
- Marius Gottlieb (24 Kitchen, NTR)
- Ferry de Graaf (RTL 5, RTL 4, SBS6)
- Karel van de Graaf (AVRO)
- Bart de Graaff (VERONICA)
- Dione de Graaff (NOS, MAX)
- Jan de Graaff (VARA)
- Edson da Graça (MTV, VPRO, KRO-NCRV, MAX)
- Marilou le Grand (RTL 4)
- Ad 's-Gravesande (AVRO, VPRO, Het Gesprek, NOS)
- Ariane Greep (Veronica (PO))
- Petra Grijzen (WNL, RTL 4)
- Cees Grimbergen (IKON, NCRV, MAX)
- Hannah Groen (EO)
- Richard Groenendijk (KRO, RTL 4, AVROTROS, MAX, BNNVARA, SBS6)
- Jessica Groeneveld (EO)
- Ingrid Groenewegen (EO)
- Zarayda Groenhart (VARA, TMF, BNN/BNNVARA)
- Charles Groenhuijsen (MAX, WNL, RTL 4)
- Germaine Groenier (VPRO)
- Gijs Groenteman (BNNVARA)
- Hanneke Groenteman (VPRO, VARA, MAX, NTR)
- Mart Grol (Omroep Brabant, Omroep Gelderland, SBS6)
- Ferry de Groot (RNI, NCRV, NOS, VARA)
- Karin de Groot (KRO, NCRV/KRO-NCRV, RKK)
- Marcel de Groot (RTL 5)
- Tineke de Groot (AVRO)
- Paul Groot (Teleac/NOT, AVRO/AVROTROS)
- Leonie Grootenhuis (RTL 4, SBS6)
- Angela Groothuizen (AVRO, Talpa, RTL 4, RTL 5)
- Arnon Grunberg (VPRO)
- Olcay Gulsen (RTL 4, SBS6, Net5)
- Willem Gunneman (RTL 7)
- Pepijn Gunneweg (NCRV/KRO-NCRV, RTL 5, BNNVARA)

## H
- Noor van Haaften (EO)
- Nico de Haan (VARA, KRO, Teleac, NCRV, MAX)
- Tim Haars (VPRO, Jetix, Veronica (SBS))
- Leo de Haas (NCRV, AVRO)
- Lous Haasdijk (NOS, TROS, AVRO)
- Yvonne Habets (TROS)
- Cox Habbema (NOS)
- Paul Haenen (KRO, VPRO, RTL 4, Net5, NPS/NTR, BNNVARA)
- Pieter Jan Hagens (AVRO/AVROTROS)
- Linda Hakeboom (VPRO, VARA/BNNVARA, TLC)
- Isolde Hallensleben (NPS/NTR)
- Brigitte Hamers (Veronica (HMG), RTL 5)
- Bernard Hammelburg (AVRO, RTL 5, Net5)
- Hein Hansen (SBS6)
- Evi Hanssen (BNNVARA)
- Lex Harding (Veronica (PO))
- Lindsay van der Haren (VARA/BNNVARA, HUMAN, KRO/KRO-NCRV)
- Natacha Harlequin (SBS6)
- Katinka Hartman (TROS)
- Maxim Hartman (VPRO, Veronica (SBS), Net5, NPS, RTL 7, RTL 4)
- Ernst-Paul Hasselbach (SBS6, Net5, Talpa/Tien, RTL 5)
- Elsemieke Havenga (Veronica (PO & HMG), Sport7, RTL 5, FOX, RTL 4, RTL 7)
- Loes Haverkort (BNN)
- Maud Hawinkels (VARA, Net5, Omroep Brabant, L1)
- Barry Hay (SBS6)
- Mylène de la Haye (RTL 4, RTL 5, RNN7)
- André Hazes jr. (SBS6)
- Marjolijn van Heemstra (HUMAN)
- Susanne Heering (AT5, Net5)
- Janny van der Heijden (MAX)
- Sanne Heijen (RTL 4, Tien, RNN7)
- Elisabeth Heijkoop (RTL 4)
- Bas Heijne (VPRO)
- Dave Heijnerman (SBS6, Veronica (SBS), RTL 7)
- Piet Hellemans (SBS6)
- Lottie Hellingman (VARA, VPRO)
- Menno Helmus (EO)
- Roelof Hemmen (RTL 4, RTL 5, RTL 7)
- Fons Hendriks (VARA)
- Hélène Hendriks (Omroep Brabant, FOX Sports, Veronica (Talpa), SBS6)
- Ruud Hendriks (AVRO, Veronica (PO), RTL Véronique)
- Maria Henneman (NOS, AVRO)
- Fiona Hering (RTL 4, RTL 5, SBS6)
- Eugènie Herlaar (NTS/NOS)
- Nikki Herr (WNL, SBS6)
- Antoinette Hertsenberg (TROS/AVROTROS)
- Rob Hessing (RTL 4)
- Gordon Heuckeroth (Veronica (HMG)/Yorin, RTL 4, Talpa/Tien, SBS6)
- Aad van den Heuvel (KRO, NTR)
- John van den Heuvel (RTL 4, RTL 5, SBS6)
- Dominique van der Heyde (NOS)
- Haye van der Heyden (RTL 5, Net5)
- Gerrit Hiemstra (NOS)
- Melchior Huurdeman (VPRO)
- Martijn Hillenius (NCRV)
- Pieter Hilhorst (IKON, VARA)
- G.B.J. Hiltermann (AVRO)
- Klaas Jan Hindriks (NOS)
- Willemijn Hoebert (NOS)
- Rob van Hoek (NOS)
- Wiesje Hoekendijk (EO)
- Lodewijk Hoekstra (RTL 4, RTL 8, SBS6)
- Geert Hoes (RTL 4, SBS6, ONS)
- Isa Hoes (VARA/BNNVARA, RTL 4)
- Annita van der Hoeven (RTL 4)
- Coen van Hoewijk (NTS)
- Gert van 't Hof (RTV Rijnmond, NOS)
- Erik van der Hoff (Net5, SBS6, MAX)
- Jennifer Hoffman (BNN, Net5, EO, BNNVARA)
- Tim Hofman (BNN)
- Marja Hofstee (EO)
- Ilona Hofstra (AVRO, Veronica (PO), IKON)
- Tim Hogenbosch (Boswachter Tim) (KRO-NCRV)
- Laura Hoogervorst (AVRO, Jetix)
- Laura Hogendoorn (NTR, NOS)
- Merel Holl (VARA, Veronica (HMG), RTL 4, RTL 5)
- Patrick Hollander (SBS6)
- Theodor Holman (AT5, KRO, Het Gesprek)
- Viola Holt (NOS, TROS, RTL Véronique/RTL 4, RNN7)
- Carine Holties (AT5, SBS6)
- Marc de Hond (Het Gesprek, LLink, KRO, NOS)
- Marjon de Hond (NOS, RTL 4)
- Carla Honing (RTL 4, SBS6, AVRO, RTV Oost)
- Antoon van Hooff (NCRV)
- Gwen van Hoogdam (NPS/NTR)
- Geoff van der Hoogezaan (VARA, NTR/NPS)
- Veronica van Hoogdalem (TMF, RTL 5, Veronica (SBS), AVROTROS, RTL 5, RTL 4)
- Wendy-Kristy Hoogerbrugge (RTL 4, SBS6)
- Lonneke Hoogland (AVRO)
- Habtamu de Hoop (NTR)
- Jan de Hoop (RTL Véronique/RTL 4)
- Jan ten Hoopen (NCRV)
- Freek van Hoorn (NOS)
- Henk van Hoorn (NOS)
- Damien Hope (TMF)
- Lisette Hordijk (NCRV)
- Christine van der Horst (Veronica (HMG), RTL 4, RTL 5, SBS6)
- Elise van der Horst (Jetix, RTL 5)
- Henk van der Horst (NCRV)
- Ard Horvers (TROS)
- Britta Hosman (VPRO)
- Bas van Hout (RTL 4, Veronica (SBS))
- Marleen Houter (RTL Véronique/RTL 4, Sport7, RTL 5, SBS6)
- George van Houts (VPRO)
- Jannie Houweling (RTL 4)
- Sophie van Hoytema (RTL 4)
- Hella Hueck (RTL 7)
- Frits Huffnagel (Omroep West, RTV Noord-Holland, WNL, RTL 4)
- Monique Hugen (RTL 4, Veronica (HMG), Net5)
- Kee Huidekoper (Veronica (SBS), VARA)
- Marc-Marie Huijbregts (KRO, NCRV, SBS6, AVRO, BNNVARA, KRO-NCRV)
- Celine Huijsmans (SBS6)
- Henny Huisman (KRO, TROS, RTL 4, Talpa, EO)
- Rien Huizing (NTS/NOS)
- Paulien Huizinga (RTL 4, SBS6)
- William Huizinga (RTL 4, RTL 7)
- Mariska Hulscher (RTL 5, Veronica (HMG), NCRV, RTL 4, RTL 7)
- Dominique van Hulst (Do) (SBS6, RTL 4)
- Pieter Hulst (VPRO)
- Rob van Hulst (AVRO, SBS6)
- Brecht van Hulten (NOS, MAX, KRO & NCRV, RTL 4, VARA/BNNVARA, SBS6)
- Aldith Hunkar (NOS, NOT/Teleac, NPS)
- Job van den Hurk (NTR)
- Meike Hurts (SBS6)
- Melchior Huurdeman (VPRO)
- Frédérique Huydts (Net5)
- Twan Huys (NPS/NTR, RTL 4, BNNVARA, KRO/NCRV)

## I
- Kas van Iersel (AVRO, RTL 4, RTL 5, Yorin)
- Sylvana IJsselmuiden (Omrop Fryslân, RTL 4, SBS6, Xite)
- Lotje IJzermans (VPRO)
- Luuk Ikink (RTL 4, RTL 5)
- Gülden Ilmaz (AT5, NOS, NTR)
- Tim Immers (RTL 5, Veronica (HMG), Yorin, RTL 4)
- Ralph Inbar (TROS)
- Peter van Ingen (VPRO)
- Jeroen van Inkel (Veronica (PO & HMG))
- Inge Ipenburg (RTL 4, RTL 5, Veronica (HMG), Talpa)
- Juliëtte van Iperen (RTL 5)

## J
- Lena Jaarsveld (MTV)
- Marc Jacobs (RTL 4)
- Pim Jacobs (TROS, AVRO)
- Nikkie de Jager (NikkieTutorials) (AVROTROS)
- Wietze de Jager (SBS6, Net5)
- Audrey van der Jagt (NOS, AVRO)
- Dolf Jansen (KRO, TROS, VARA)
- Froukje Jansen (LLink, Net5, VARA)
- Ingrid Jansen (RTL Telekids, Xite, SBS6)
- John Jansen van Galen (NOS)
- Leoni Jansen (NOS, VARA)
- Paul Jansen (WNL)
- Kees Jansma (NOS, KRO, Canal+/Sport1, Eredivisie Live/FOX Sports)
- Sander Janson (RTL 4, RTL 7)
- Ad Janssen (TROS)
- Pierre Janssen (AVRO)
- Rob Janssen (zanger) (SBS6)
- Chantal Janzen (RTL 4, AVRO)
- Arthur Japin (VARA/BNNVARA)
- Julius Jaspers (RTL 5, Net5, ONS)
- Yvon Jaspers (NPS, KRO/KRO-NCRV)
- Diederik Jekel (VPRO, NTR, National Geographic, RTL 4)
- Robert Jensen (Yorin, RTL 5, Veronica (SBS)
- Tanja Jess (Canal+, Veronica (SBS), RTL 4)
- Bo Jeuken (VARA/BNNVARA)
- Eva Jinek (WNL, KRO/KRO-NCRV, RTL 4)
- Gerard Joling (RTL 4, SBS6)
- Guido Jonckers (NCRV, Teleac)
- John Jones (RTL 7)
- Bob de Jong (Veronica (PO))
- Jennifer de Jong (SBS6, Veronica (HMG)/Yorin, RTL 5)
- Loe de Jong (NOS)
- Marc de Jong (RTL 7, RTL 4)
- Meike de Jong (Omroep Brabant, RTL 4)
- Peter de Jong (NOT-Teleac)
- Siemon de Jong (VPRO)
- Suzanne de Jong (Veronica (SBS))
- Wilfried de Jong (VPRO)
- Freek de Jonge (VPRO)
- Jantine de Jonge (NOS, Teleac/NOT)
- Jaap Jongbloed (TROS/AVROTROS)
- Astrid Joosten (TROS, VARA/BNNVARA)
- Minoesch Jorissen (NCRV, RTL 4)
- Annemarie Jorritsma (RTL 7)
- Pim Juffermans (NOS, TELEAC)
- Anne-Marie Jung (MAX)

## K
- Caroline Kaart (NCRV)
- Joram Kaat (EO)
- Allard Kalff (RTL 4, RTL 5, RTL 7)
- Robbie Kammeijer (NOS, RTL 4)
- Esmée van Kampen (SBS6)
- Pascal Kamperman (TV Gelderland, Canal+, Sport 1, Fox Sports/ESPN, Veronica (SBS))
- Rob Kamphues (KRO/KRO-NCRV, 24Kitchen, SBS6, Ziggo Sport)
- Seth Kamphuijs (MTV, RTL 5)
- Jeroen van Kan (VPRO)
- Hanneke Kappen (VARA)
- Marnix Kappers (NRCV, KRO, Teleac)
- Barbara Karel
- Joost Karhof (NPS/NTR, NOS)
- Jon Karthaus (RTL 8)
- Hans Kazàn (TROS, RTL 4, MAX)
- Simon Keizer (TROS/AVROTROS, SBS6)
- Stefano Keizers (BNNVARA)
- Jort Kelder (AVRO/AVROTROS, VPRO)
- Janouk Kelderman (RTL Telekids/RTL 8, NTR)
- Marjon Keller (RTL 4)
- Iwris Kelly (AT5, NOS)
- Manuëla Kemp (RTL 4, KRO, Yorin, MAX)
- Wilfred Kemp (RKK/KRO-NCRV)
- Levi van Kempen (National Geographic, Disney XD)
- Geraldine Kemper (VARA, BNN/BNNVARA, RTL 4)
- Richard Kemper (SBS6)
- Rob Kemps (SBS6, BNNVARA)
- Wytske Kenemans (Net5, Veronica (SBS), SBS6, RTL 5, RTL 4)
- Hugo Kennis (24Kitchen, RTL 4)
- Annette Kentie (NOS)
- Astrid Kersseboom (NOS)
- Loek Kessels (Mona) (TROS, Veronica (HMG))
- Teun van de Keuken (VPRO, Het Gesprek, KRO-NCRV)
- Marjolein Keuning (KRO)
- Eddy Keur (AVRO & TROS & Veronica (PO), RTL 4, TV10, RTL 5, FOX8, SBS6)
- Catherine Keyl (NCRV, AVRO, RTL Véronique/RTL 4, TROS, EO, MAX, NTR)
- Fleur van der Kieft (MTV, SBS6, Net5, Tv Gelderland)
- Jeroen Kijk in de Vegte (BNN, Veronica (SBS), RTL 4)
- Chris Kijne (VPRO)
- Jacco Kirchjunger (RTL 4)
- Ersin Kiris (NTR, KRO-NCRV)
- Renze Klamer (EO, VARA/BNNVARA)
- Marc Klein Essink (Veronica (PO & HMG), RTL 4, TROS, SBS6)
- Arie Kleijwegt (NOS)
- Tom Kleijn (NOS)
- Simone Kleinsma (SBS6, MAX)
- Matthijs Kleyn (VARA, SBS6, Veronica (SBS))
- Judith de Klijn (Veronica (HMG)/Yorin, RTL 4)
- Wolter Klok (RTV Drenthe, SBS6)
- Wouter Klootwijk (RVU)
- Jacques Klöters (AVRO)
- Peter Knegjens (AVRO, TROS)
- Andries Knevel (EO)
- Marije Knevel (SBS6)
- Wim de Knijff (EO)
- Victoria Koblenko (Talpa, VPRO, BNN, NTR)
- Sven Kockelmann (KRO/KRO-NCRV, Het Gesprek)
- Ger Koedam (SBS6)
- Tanja Koen (NCRV)
- Mariska van Kolck (TROS, RTL 4)
- Ben Kolster (NOS, Teleac/NTR)
- Cindy de Koning (Omroep Brabant, NOS)
- Marijn de Koning (AVRO)
- Erik Koningsberger (NOT, Sport7)
- Saar Koningsberger (TMF, RTL 4, Veronica (SBS))
- Jeroen van Koningsbrugge (BNN/BNNVARA, VPRO, RTL 4, AVRO/AVROTROS, SBS6)
- Jorrit van der Kooi (Yorin, RTL 4, Het Gesprek, Veronica (SBS)
- Machteld Kooij (NOT, KRO, NOS, Teleac)
- Anouk van Kooijk (RTL 7, RTL 4, SBS6, Net5)
- Jan Kooijman (RTL 4, RTL 5, KRO-NCRV)
- Jeanne Kooijmans (KRO)
- Roeland Kooijmans (AVRO)
- Maria Kooistra (Veronica (HMG), RTL 4)
- Betje Koolhaas (SBS6)
- Theo Koomen (TROS, AVRO)
- Denise Koopal (RTL 5, RTL 4)
- Joop Koopman (VARA, NOS)
- Roland Koopman (RTL 4, RTL 5, RTL 7)
- Kasper van Kooten (NCRV, RTL 4)
- Kees van Kooten (VPRO)
- Ridder van Kooten (BNNVARA)
- Willem van Kooten (TROS)
- Eva Koreman (BNNVARA)
- Amber Kortzorg (BNNVARA)
- Letty Kosterman (VARA)
- Kim Kötter (RTL 4, SBS6)
- Marco Kraal (RTL 7)
- Hans Kraay jr. (Veronica (HMG), Sport7, RTL 5, SBS6, Veronica (SBS)/Veronica (Talpa), FOX Sports/ESPN)
- Johnny Kraaijkamp jr. (VARA, SBS6)
- John Kraaijkamp sr. (AVRO, KRO)
- Karin Kraaykamp (VARA)
- Jeroen Krabbé (VARA, AVRO, AVROTROS)
- Martijn Krabbé (TROS, RTL 4, Yorin, RTL 5)
- Frank Kramer (AVRO, KRO)
- Jeroen Kramer (NOS, NPS en Teleac/NTR, BVN, TV Noord-Holland, AT5)
- Sander de Kramer (KRO/KRO-NCRV)
- Lutein van Kranen (RTL 4)
- Robert Kranenborg (RTL 4, RTL 5)
- Diederik Kreike (VPRO)
- Leon Krijgsman (Fox Kids/Jetix)
- Jan Douwe Kroeske (VARA, RTL 5, Veronica (HMG), NPS)
- Nelleke van der Krogt (TROS, AVRO)
- Erwin Kroll (NOS, EO, MAX, NOT-Teleac)
- Legien Kromkamp (NCRV)
- Bob Kroon (TROS)
- Maud van der Kroon (KRO)
- Maurice Kroon (RTL 4)
- Mylène Kroon (RTL 4)
- Nicolien Kroon (RTL 4, RTL 7)
- Rien Kroon (NOT)
- Soy Kroon (AVROTROS)
- Susanne de Kroon (Omroep Brabant, NOS)
- Yvonne Kroonenberg (RTL 4)
- Sara Kroos (VARA)
- Janneke de Kruijf (EO)
- Klaas van Kruistum (EO, KRO-NCRV)
- Liesbeth van der Kruit (AVRO, TV Rijnmond)
- Elianne Kuepers (RTL 7/RTLZ, RTL 4)
- Jos Kuijer (AVRO)
- Marcel Kuijer (AVRO)
- Francis Kuijk (MAX)
- Dirk Kuin (AVRO)
- Hilde Kuiper (RTV Utrecht, SBS6)
- André Kuipers (NTR)
- Peter Kuipers Munneke (NOS)
- Herman Kuiphof (NTS/NOS)
- Bert Kuizenga (TROS, RTL 5, RTL 7, RTL 4)
- Wouter Kurpershoek (NOS, TROS, KRO)
- Dzifa Kusenuh (BNNVARA)
- Georgina Kwakye (MTV, NCRV, RTL 4)

## L
- Henriëtte Laan (EO)
- Kasper van der Laan (VARA)
- Niels van der Laan (VARA/BNNVARA)
- Irene van de Laar (SBS6, RTL 4, RTL 5)
- Charlotte Labee (RTL 4)
- Mark Labrand (SBS6)
- Sebastiaan Labrie (KRO, NCRV, BNN, LLink, RTL 7, Veronica (SBS), Net5/SBS6)
- Alfred Lagarde (Radio Noordzee, VARA, Veronica)
- Andries Lamain (AVROTROS, KRO-NCRV, NOS)
- Mieke Lamers (KRO)
- Daphne Lammers (RTL 4)
- Anneke van Lamsweerde (AVRO)
- Cees de Lange (VARA)
- Lucie de Lange (RTL 4)
- Ad Langebent (KRO, RKK)
- Arend Langenberg (Veronica, Radio538, Skyradio, classicFM, SBS6)
- Sander Lantinga (MTV, BNN)
- Pernille La Lau (TROS & Veronica (PO), Veronica (HMG), TV10, SBS6, Net5, RTL 4, RTL 7, Teleac/NTR)
- Sipke van der Land (NCRV)
- Britt Lap (SBS6)
- Dagmar Lap (RTL 4, SBS6)
- Hans Laroes (NOS)
- Leo de Later (RTL 4, RTL 5, SBS6, Het Gesprek, KRO)
- Ton Lathouwers (Veronica (PO))
- Jeroen Latijnhouwers (Omroep Brabant, Sport7, Veronica, RTL 4, RTL 5, RTL 7, MAX)
- Ed Lautenslager (NTS)
- John Leddy (KRO)
- Maurice Lede (NTR, BNNVARA)
- Fred van Leer (RTL 5, SBS6, TLC)
- Meindert Leerling (EO)
- Paul de Leeuw (VARA/BNNVARA, BNN, RTL 4, RTL 5)
- Rick de Leeuw (Het Gesprek, RTV Rijnmond)
- Steyn de Leeuwe (BNN)
- Bert van Leeuwen (EO)
- Dolores Leeuwin (NPS, NOT & Teleac/NTR)
- Jan Lenferink (Veronica (PO), RTL 4, RTL 5, SBS6)
- Paulien Lens (EO)
- Peter Lens (AVRO)
- Ariane de Lepper (TV West, Sport7)
- Helga van Leur (RTL 4, RTL 5)
- Lieke van Lexmond (Yorin, RTL 4, RTL 5)
- Stefania Liberakakis (AVROTROS)
- Loran von Liebenstein (RTL 4)
- Adeline van Lier (VPRO, VARA, NOS, KRO)
- Philip de Liever (RTL 4)
- Carolijn Lilipaly (NOS, Omroep Zeeland, MTV, Net5)
- Wibo van de Linde (NTS/NOS, AVRO, TROS)
- Elena Lindemans (BNNVARA)
- Carolien ter Linden (RTL 4)
- Frénk van der Linden (NCRV)
- Marc van der Linden (RTL 4)
- Margriet van der Linden (RTL 5, AT5, RTV Noord-Holland, Het Gesprek, VPRO, AVROTROS, KRO-NCRV)
- Jeannie Linguini (RTL 5)
- Joris Linssen (NCRV/KRO-NCRV)
- Hannie Lips (KRO)
- Dounia Lkoundi (RTL 4)
- Patrick Lodiers (BNN, KRO-NCRV)
- Karel Loeff (NOT-Teleac)
- Hugo Logtenberg (BNNVARA)
- Jamai Loman (Jetix, RTL 4)
- Henk Lommers (AVRO)
- Robert Long (TROS, VARA)
- Gijs Loning (RTL 4)
- Elizabeth Lopez (MAX)
- Fajah Lourens (RTL 5)
- Bruce Low (VARA)
- Arjen Lubach (VPRO)
- Will Luikinga (Veronica (PO))
- Charly Luske (Veronica (SBS), Talpa)
- Peter Lusse (VARA)
- Ellie Lust (AVROTROS, BNNVARA, RTL 5)
- Pauline Luth-Griffioen (RTL Telekids)
- Marion Lutke (EO)
- Joris Lutz (RTL 5, RTL 4)
- Gentia Luyckx (RTL 4, SBS6)
- Rik Luycx (Yorin)
- Joris Luyendijk (VPRO)
- Paul Luycx (VARA)
- Pascale Luyks (RTV Noord, RTL 4, RTL 7)
- Thomas van Luyn (VPRO, VARA, NTR)
- Marcia Luyten (VPRO)

## M
- Fianne van den Maarel (NOS)
- Anouk Maas (Nickelodeon)
- Cornald Maas (AVRO/AVROTROS)
- Bridget Maasland (TMF, BNN, Talpa/Tien, RTL 5, RTL 4, Film1, SBS6, Net5)
- Theo Maassen (VPRO)
- Ferry Maat (TROS)
- Peter van der Maat (RTL 5, RTL 7)
- Evita Mac-nack (NOS)
- Marjolein Macrander (KRO, NPS)
- Saïda Maggé (AT5, NOS, NTR)
- Marcel Maijer (RTL 4, RTL 5, RTL 7)
- Geert Mak (VPRO)
- Andrew Makkinga (VPRO, NPS)
- Lucas de Man (AVROTROS)
- Aïcha Marghadi (AT5, NOS, ONS, Ziggo Sport)
- Mustafa Marghadi (NOS)
- Nabila Marhaben (Jetix)
- Julika Marijn (Kindernet, AT5, Omroep Gelderland)
- Donald de Marcas (KRO, RNWO, NOS, VARA, IKON)
- Mirella van Markus (RTV Noord-Holland, KRO, Teleac/NTR, RTL 7, RTL 4, SBS6)
- Joris Marseille (NOS)
- Patrick Martens (Nickelodeon, RTL Telekids, RTL 4, SBS6, ONS)
- Frank Masmeijer (NCRV, Sport7, RTL 5)
- Sandra Masmeijer (TROS)
- Diana Matroos (RTL 7, RTL 4, VPRO)
- Jaap van Meekren (AVRO, Veronica (PO), RTL Véronique/RTL 4)
- Anne van der Meer (AT5, RTL 4)
- Han van der Meer (KRO)
- Ruben van der Meer (BNN, AVRO, RTL 4)
- Lucas van de Meerendonk (NOS)
- Guus Meeuwis (RTL 4)
- Kim-Lian van der Meij (FOX Kids/Jetix, RTL 4, AVRO, SBS6)
- Elisa van der Meijden (RTL 4)
- Henk van der Meijden (TROS, SBS6)
- Ariane Meijer (Veronica (HMG), AT5, SBS6)
- Bart Meijer (NPS/NTR, VPRO, NCRV)
- Bob Meijer (NTS/NOS)
- Ischa Meijer (VPRO, RTL 5)
- Wilco Meijer (AVRO)
- Manon Meijers (RTL 5, RTL 4)
- Martien Meiland (SBS6)
- Maxime Meiland (SBS6)
- Montana Meiland (SBS6)
- Sylvie Meis (Fox Kids, MTV, TMF, RTL 5)
- Jessica Mendels (RNN7, Veronica (SBS), RTL 4)
- Harry Mens (RTL 5, RTL 7)
- Suze Mens (RTL 5, RTL 7)
- Marcella Mesker (Teleac)
- Patricia Messer (AVRO)
- Hugo Metsers (Veronica (HMG))
- Christa Meuleman (RTL 5)
- Milouska Meulens (NOS, VPRO, VARA/BNNVARA)
- Felix Meurders (AVRO, VARA/BNNVARA)
- Lisa Michels (SBS6)
- Yara Michels (SBS6)
- Henk van Middelaar (NTR)
- Marja Middeldorp (RTL 4)
- Joost Middelhoff (KRO)
- Kees Middelhoff (KRO)
- Victor Mids (AVROTROS)
- Patrick van Mil (KRO)
- Sylvia Millecam (KRO, Teleac/NOT)
- Tess Milne (VARA, MTV, Veronica (SBS), SBS6, RTL 5, KRO-NCRV)
- Ajouad El Miloudi (KRO/KRO-NCRV, NTR)
- Ferry Mingelen (NOS, VARA)
- René Mioch (Veronica (PO & HMG), RTL 5, SBS6)
- Henk Mochel (NCRV)
- Roos (Rozemarijn) Moggré (RTV Utrecht, NOS, WNL, AVROTROS)
- Johnny de Mol (TMF, Veronica (SBS), SBS6, RTL 4)
- Linda de Mol (Sky Channel, TROS, Tien/Talpa, RTL 4, SBS6)
- Olav Mol (RTL 4, RTL 5, SBS6, RTL 7, Ziggo Sport)
- Henk Molenberg (AVRO)
- Ronald Molendijk (RTL 4, SBS6)
- Jorinde Moll (Veronica (SBS))
- Timon Moll (Jetix)
- Melline Mollerus (NCRV, FilmNet)
- Jan Mom (Teleac, RTL 5)
- Ada Monnickendam (NOS)
- Chiel Montagne (TROS)
- Antje Monteiro (KRO)
- Romy Monteiro (AVROTROS)
- Marjan Moolenaar (EO)
- Rowan Moore (RTL 5, VPRO)
- Irene Moors (NCRV, RTL Véronique/RTL 4, SBS6, MAX)
- Elizabeth Mooy (AVRO)
- Frank du Mosch (NOS, NCRV, MAX)
- Sjoerd Mossou (ESPN)
- Hennie van der Most (MAX, SBS6)
- Bram Moszkowicz (AVRO, RTL 4)
- Chazia Mourali (AT5, NCRV, RTL 5, RTL 4, NTR)
- Mirjam van Mourik (SBS6, Net5)
- Nadia Moussaid (NTR, KRO-NCRV, VPRO)
- Erik Mouthaan (RTL)
- Henk Mouwe (NCRV, TV Gelderland, MAX)
- Bas Muijs (RTL 5, RTL 7, SBS6, Net5)
- Erik van Muiswinkel (KRO, VARA, VPRO, NTR, AVRO, NOS)
- Dennis Mulder (SBS6, RTL 5, Teleac)
- Tom Mulder (TROS)
- Han Mulder (NOS)
- Anneloes Mullink (SBS6)
- Danny de Munk (SBS6)
- Alexander Münninghoff (NOT-Teleac)
- Robbie Muntz (VPRO)
- Airen Mylene (SBS6, Net5)

## N
- Theo Nabuurs (TMF, SBS6, RTL 7)
- Kay Nambiar (MTV, SBS6)
- Willy Nap (NCRV, EO)
- Carrie ten Napel (RTV Oost, TV Gelderland, FOX Sports, MAX)
- Evert ten Napel (NOS, TV Gelderland)
- Guusje Nederhorst (Veronica (HMG), RTL 4)
- Patrick Nederkoorn (MAX)
- Anita Sara Nederlof (RTV Utrecht, RTL 4)
- Leo Nelissen (NOS)
- Wim Neijman (IKON, KRO & NCRV)
- Anouk van Nes (Yorin)
- Norbert Netten (TROS)
- Wouter Nicolaas (Fox Kids, SBS6)
- Ruben Nicolai (BNN, AVRO, RTL 4, RTL 5)
- Nada van Nie (AVRO, TROS, Yorin, SBS6, RTL 4)
- Daan Nieber (Veronica (SBS), PowNed, SBS6, RTL 4, KRO-NCRV)
- Ivo Niehe (TROS/AVROTROS)
- Nick Nielsen (RTL 4, Sterren.nl, SBS6)
- Rick Nieman (RTL 4, RTL 7, WNL)
- Sybrand Niessen (KRO, RTL 4, MAX)
- Edvard Niessing (KRO, RTL 4, RTL 5, RTV West, RNN7, MAX)
- Hein van Nievelt (TROS)
- Jeroen Nieuwenhuize (TMF, MTV, RTL 7)
- Cees van Nieuwenhuizen (TROS)
- Jet van Nieuwkerk (RTL 4, 24Kitchen, Net 5)
- Matthijs van Nieuwkerk (VARA/BNNVARA, NTR)
- Willem Nijholt (VARA)
- Ed Nijpels (TROS, RTL 5)
- Marcel de Nijs (RTL Véronique)
- Rob de Nijs (VARA, TROS)
- Els Nijssen (NOS)
- Elisabeth van Nimwegen (NTR)
- Gaby van Nimwegen (RTL 4, SBS6, RTL 5)
- Tosca Niterink (VPRO)
- Karlein Nolet (Veronica (SBS))
- Bart Nolles (RTV Rijnmond, Omroep West, RTL 7, RTL 5)
- George Noordhoff (NCRV)
- Tineke de Nooij (Veronica (PO), RTL 4)
- Anna Nooshin (RTL 4, RTL 5, BNNVARA)
- Karl Noten (AVRO)
- Anousha Nzume (Net5)

## O
- Wubbo Ockels (TROS)
- Reinout Oerlemans (TROS & Veronica (PO), Veronica (HMG), SBS6, RTL 4, AVRO)
- Jens Olde Kalter (SBS6)
- Leo Oldenburger (SBS6, FOX Sports)
- Epco Ongering (RTL 4, SBS6)
- Amara Onwuka (RTL 4, RTL 7, Weerkanaal, RTV Noord-Holland, Omroep Brabant, Omroep Gelderland, RTV Utrecht, RTV Drenthe, SBS6)
- Adrie van Oorschot (KRO)
- Chimène van Oosterhout (Veronica (HMG)/Yorin, SBS6, RTL 4)
- Roel Oostra (NCRV)
- Noortje van Oostveen (NOS)
- Eef van Opdorp (RTL 4, SBS6)
- Alice Oppenheim (NOS)
- Joost Oranje (Veronica)
- Martine van Os (TROS, BVN, KRO, MAX)
- Stijn van Oss (RTL 4, SBS6)
- Tetske van Ossewaarde (TROS, AVRO)
- Pierre van Ostade (KRO)
- Annemarie Oster (TROS)
- Fred Oster (AVRO)
- Guus Oster (AVRO)
- Giovanca Ostiana (VPRO, EO)
- Harry Otten (RTL 4, RTL 5)
- Gisela Otto (RTL 4)
- Mari Carmen Oudendijk (RTV Noord, Canal+, RTL 4, RTL 5, AT5, BVN, RTV Utrecht, ONS)
- Marjo Ouddeken (KRO)
- Wim Oudshoorn (TROS)
- Rob Out (Veronica (PO))
- Eddy Ouwens (VARA)
- Jeroen Overbeek (NOS)
- Johan Overdevest (NTR)
- Daniëlle Overgaag (Veronica (HMG), RTL 4, NOS, SBS6)
- Ronnie Overgoor (Het Gesprek)
- Liny van Oyen (RTL 4)
- Riks Ozinga (RTV Utrecht)

## P
- Patricia Paay (RTL 4)
- Barry Paf (SBS6)
- Rolph Pagano (Veronica (PO), Teleac, NCRV, RTL 5, RVU)
- Roberta Pagnier (RTL 4, 24Kitchen, SBS6)
- Nadia Palesa (MTV, Veronica (SBS), RTL 7, RTL 4, SBS6, RTL 5)
- Connie Palmen (VPRO)
- Peter Pannekoek (BNNVARA, AVROTROS)
- Ernst van der Pasch (NPS)
- Dick Passchier (NCRV)
- Raffaëla Paton (RTL 4)
- Paula Patricio (VARA, Teleac, RTL 5, KRO)
- Piet Paulusma (SBS6, MAX)
- Robert Paul (TROS)
- Jeroen Pauw (RTL Véronique/RTL 4, VARA/BNNVARA)
- Han Peekel (AVRO, RTL 4, Hilversum Best/Best24/NPO Best, MAX)
- Antoin Peeters (RTL 4, RTL 7)
- Toine van Peperstraten (NOS, AVRO, FOX Sports/ESPN, Veronica (SBS))
- Milika Peterzon (TROS, SBS6)
- Debby Petter (KRO, NOS, BVN-TV)
- Malou Petter (NOS)
- Saskia Pieck (RTL 4)
- Harry Piekema (NOT, SBS6)
- Cindy Pielstroom (RTL 4, Veronica (HMG)/Yorin)
- Ellen Pieters (VARA)
- Nana Piguillet-Appiah (RTL 4, RTL 5, SBS6)
- Harmke Pijpers (VPRO, AVRO, Talpa)
- Harold Piket (NOS)
- Michael Pilarczyk (TMF, RTL 4, RTL 5, RTL 7)
- Donatello Piras (SBS6)
- Ghislaine Plag (NCRV/KRO-NCRV)
- Peter Plaisier (NCRV)
- Koos van Plateringen (SBS6)
- Sjoerd Pleijsier (VPRO, ONS)
- Nikkie Plessen (TMF, RTL 5, RTL 4)
- Jack Plooij (SBS6)
- René Pluijm (RTL 4, SBS6)
- Fons de Poel (KRO/KRO-NCRV)
- Frits van der Poel (KRO)
- Jaap Poelgeest (NTS)
- Bouke Poelstra (NTS)
- Andrea van Pol (VARA)
- Dirk van der Pol (RVU, RNN7)
- Andreas Pol (RTL 7)
- Gwen Pol (VARA/BNNVARA)
- Alexander Pola (NCRV)
- Clairy Polak (VARA, HUMAN)
- Estavana Polman (SBS6)
- Marcus Polman (Veronica (MTV))
- Rens Polman (BNN/BNNVARA)
- Angela Ponsioen (RTL 4)
- Laura Ponticorvo (RTL 4, RTL 7)
- Hans le Poole (EO)
- Dick Poons (AVRO)
- Gwen van Poorten (Jetix, BNN, VARA/BNNVARA)
- Ton Poppes (TROS)
- Jeroen Post (TMF, RTL 4)
- Winston Post (Yorin, SBS6, RTL 4)
- Marc Postelmans (AVRO, RTL 4)
- Koos Postema (VARA, Veronica (PO), RTL 4, Sport7, NOS & TROS, RVU, MAX)
- Renée Postma (SBS6)
- Steffi de Pous (The Box, Jetix, AT5, RTL 7, RTL 4)
- Beryl van Praag (RTL 4, SBS6, Net5)
- Chiel van Praag (Veronica (PO), RTL 4)
- Marga van Praag (NOS)
- Michiel Praal (VARA)
- Joost Prinsen (MAX)
- Karel Prior (AVRO)
- Sonja van Proosdij (AVRO)
- Ivo Putman (SBS6)
- Joris Putman (RTL 4, National Geographic, RTL 7)
- Bas van Putten (KRO)

## Q
- Petey de Quay (RTL 4)

## R
- Jur Raatjes (RTL Véronique/RTL 4, RTL 5, SBS6)
- Fred Racké (NOS)
- Gijs Rademaker (AVROTROS)
- Prem Radhakishun (NPS)
- Bastiaan Ragas (Veronica (SBS), RTL 4, EO)
- Tooske Ragas-Breugem (TMF, MTV, RTL 4, Yorin, AVRO, SBS6, EO)
- Siham Raijoul (NOS, SBS6)
- Anil Ramdas (VPRO)
- Kirtie Ramdas (NTR)
- Nejifi Ramirez (NOS, regionale omroepen)
- Fenna Ramos (AVROTROS)
- Nen van Ramshorst (EO)
- Sjoerd van Ramshorst (NOS)
- Gigi Ravelli (Net5, SBS6, RTL 4)
- Kenan Raven (RTL 4)
- Arno Raymakers (RTL 5, RTL 4)
- Jörgen Raymann (NPS/NTR)
- Sandra Reemer (AVRO, NCRV, RTL 4, RTL 5)
- Rob van Rees (RTL Véronique)
- Monique van der Reijden (RTL 4, RTL 5)
- Pim Reijntjes (NTS)
- Vivian Reijs (Yorin, RTL 4, V8, RTL 5, SBS6)
- Willem Reimers (RTL 4)
- Joop Reinboud (KRO, NTS)
- Victor Reinier (RTL 4, RTL 5, SBS6, TROS)
- Han Reiziger (VPRO)
- Katarina Rejger (NOS)
- Henri Remmers (Veronica (PO))
- Maarten Remmers (KRO-NCRV)
- Erica Renkema (SBS6)
- Nick Renooij (NOS)
- Peter Jan Rens (Veronica (PO), VARA, RTL 4, SBS6)
- Han Rensenbrink (NCRV)
- Lanny van Rhee (EO)
- Hugo van Rhijn (NOS, SBS6)
- Margot Ribberink (RTL 4, RTL 5, TV Gelderland, RTV Utrecht, Weerkanaal)
- Erik-Alexander Richter (RTL 4)
- Yora Rienstra (VARA/BNNVARA)
- Patricia Rietveld (RTL 4)
- Tako Rietveld (NOS)
- Frank Rigter (KRO)
- Paul Rigter (KRO)
- Enno Rijpma (Veronica (PO))
- Xavier Rijsdijk (RTL 4)
- Quintis Ristie (NPS/NTR, RTL 5)
- Nienke de la Rive Box (NTR, BNNVARA)
- Hugo van Rhijn (NOS, SBS6)
- Wim Rijken (Veronica (HMG))
- Elle van Rijn (RTL 4)
- Esther van Rijswijk (RTL 7)
- Jan Roelfs (RTL 4, RTL 5)
- Lydeke Roelfsema (EO)
- Guikje Roethof (AVRO, RTL 5)
- Edsilia Rombley (TROS, SBS6, NET5, MAX)
- Fred Rombouts (KRO)
- Regina Romeijn (EO, Net5, NCRV, AVRO)
- Peter Römer (RTL 5)
- Dolf van Roode (EO)
- Karel de Rooij (NOT-Teleac)
- Mascha de Rooij (Brabant10, RTL 4, RTL 7, MAX)
- Art Rooijakkers (Net5, NPS, VARA, AVRO/AVROTROS, RTL 4)
- Maarten van Rooijen (VARA, VPRO)
- Danny Rook (Veronica (HMG)/Yorin, RTL 4)
- Frits van Roon (NTS)
- Adelheid Roosen (VARA, VPRO, RVU, HUMAN)
- Marcel van Roosmalen (BNNVARA)
- Niek Roozen (AVROTROS)
- Anita Rosenboom (TROS)
- Netty Rosenfeld (VPRO)
- Paul Rosenmöller (IKON)
- Christa Rosier (EO)
- Monique Rosier (SBS6)
- Rachel Rosier (EO)
- Jan Rot (RTL 5)
- Floris Roubos (NOT)
- Shirma Rouse (24Kitchen)
- Co Rowold (Veronica (MTV & SBS, MTV, Jetix)
- Ton van Royen (AT5, RTL 5, SBS6)
- Willem Ruis (VARA, KRO)
- Henny Ruckert (EO)
- Martin Rudelsheim (TROS, RTL Véronique, Euro7)
- Dick van Ruler (NCRV)
- Iris Rulkens (RTL 5, RTL 4, SBS6)
- Edwin Rutten (VARA, AVRO, NCRV, RTV Utrecht)

## S
- Marlayne Sahupala (RTL 4, SBS6)
- Raymi Sambo (Teleac, NCRV)
- Chantalle Sampat (RTL 4)
- Klaas Samplonius (NOS)
- Willem van de Sande Bakhuyzen (NOS)
- Stephan Sanders (NOS, VPRO, HUMAN)
- Martine Sandifort (VARA, NTR)
- Emiel Sandtke (NCRV)
- Evert Santegoeds (Veronica (SBS), SBS6, Talpa)
- Anniko van Santen (RTL 4, RTL 5, TROS, AVRO/AVROTROS)
- Esther-Claire Sasabone (NPS)
- Eric van Sauers (NOT)
- Pien Savonije (VARA)
- Léonie Sazias (Veronica (PO), AVRO, TROS, FOX, VTV, RTL 4, NOT-Teleac)
- Andreas van der Schaaf (TROS, RTL 4)
- Mark Schaaf (SBS6, RTL 4)
- Richard van Schaal (VARA, Jetix, AVRO/AVROTROS)
- Flip van der Schalie (AVRO)
- Christiaan Scheen (NCRV)
- Pi Scheffer (NCRV)
- Emile Schelvis (NOS, Sport1/Ziggo Sport)
- Peggy Jane de Schepper (RTL 5)
- Erik Scherder (EO, MAX)
- Ageeth Scherphuis (AVRO)
- Wouke van Scherrenburg (NOS, Het Gesprek)
- Antoinnette Scheulderman (Net5)
- Terence Schreurs (Nickelodeon)
- Anouk van Schie (RTL 5, RTL 4, SBS6)
- Hans Schiffers (AVRO)
- Nick Schilder (TROS/AVROTROS, SBS6)
- Raquel Schilder (WNL)
- Kees Schilperoort (AVRO, KRO)
- Sander Schimmelpenninck (WNL)
- Wim T. Schippers (VPRO)
- Jill Schirnhofer (TROS/AVROTROS)
- Angélique Schmeinck (24Kitchen)
- Huub Scholten (NOT)
- Matthias Scholten (SBS6, Veronica (HMG)/Yorin)
- Teddy Scholten (KRO)
- Jan Scholtens (AVRO)
- Hans Schoonen (SBS6)
- Marceline Schopman (VARA, TROS, RTL 4, Jetix, TV Brabant)
- Henri Schoup (TROS)
- Tineke Schouten (Veronica (PO), SBS6)
- Annemiek Schrijver (IKON, NCRV/KRO-NCRV)
- Jetske Schrijver (RTL 4)
- Loretta Schrijver (RTL Véronique/RTL 4, RTL 5, AVRO, MAX)
- Oren Schrijver (Teleac, Talpa, RTL 4)
- Owen Schumacher (AVRO/AVROTROS)
- Henry Schut (NOS)
- Renate Schutte (Omroep Brabant, SBS6, Kindernet, AVRO, MAX)
- Sandra Schuurhof (RTL 4, SBS6, WNL)
- Katja Schuurman (SBS6, MTV, FOX, BNN, KRO-NCRV, RTL 4, PowNed)
- Birgit Schuurman (Veronica (SBS), Fox Kids, TLC)
- Jeanet Schuurman (NOS)
- Daan Schuurmans (Veronica (HMG), RTL 4)
- Pim Sedee (RTL 4, RTL 5)
- Cunera van Selm (RTV Noord, NOS)
- Jasmine Sendar (RTL 4)
- Tim Senders (KRO-NCRV)
- Joep Sertons (RTL 4)
- Tamara Seur (NOS)
- Petra van Seventer (NOS, NOT/Teleac)
- Nadya Sewradj (RTV Utrecht, NOS, SBS6)
- Hans Sibbel (VARA)
- Vera Siemons (NTR)
- Harmen Siezen (NOS, Teleac, NCRV)
- Welmoed Sijtsma (NOS, WNL)
- Chris Silos (Nickelodeon)
- Sonja Silva (Fox, TMF, Yorin, RTL 4)
- Freek Simon (TROS)
- Will Simon (AVRO)
- Odette Simons (RTL 4, SBS6, KRO, RTL 7)
- Sander Simons (KRO, RTL Véronique/RTL 4, Het Gesprek)
- Sylvana Simons (TMF, SBS6, RTL 4, NPS/NTR)
- Liza Sips (VARA/BNNVARA, Jetix, TMF, VPRO, AVROTROS)
- Frits Sissing (AVRO/AVROTROS)
- Jon Sistermans (RTL 4)
- Anna-Alicia Sklias (RTL 4, MTV)
- Jan Slagter (MAX)
- Hans Sleeuwenhoek (NCRV)
- Vivian Slingerland (Yorin, RTL 4)
- Sterrin Smalbrugge (Videoland)
- Ionica Smeets (KRO, VPRO)
- Mart Smeets (NOS)
- Elbert Smelt (EO)
- Ernst Daniël Smid (TROS, NCRV, EO, ONS)
- Dore Smit (IKON)
- Hans Smit (NOS, AVRO)
- Jan Smit (TROS/AVROTROS)
- Jurgen Smit (SBS6, RTL 5)
- Monique Smit (TROS/AVROTROS)
- Sjoukje Smit (TROS)
- Henkjan Smits (Yorin, RTL 4, SBS6)
- Jeroen Smits (Veronica (HMG), RTL 5, RTL 4, SBS6)
- Joop Smits (VARA)
- Piet Smolders (KRO, NOS)
- Anouk Smulders (SBS6, Talpa, RTL 4, RTL 5)
- Jeroen Snel (EO)
- Snelle (Lars Bos) (SBS6)
- Yolanthe Sneijder-Cabau (BNN, TROS, RTL 5, RTL 4)
- Ronald Snijders (VPRO, VARA)
- Diana Sno (NOT, RTL 5, RTL 4, Teleac/NTR)
- Jeremy Sno (RTL 4)
- Marcel Snyders (Teleac/NOT)
- Jeroen Soer (TROS, Sky Channel)
- Jet Sol (SBS6, Canal+, Yorin, TROS, RTL 5, RTL 4)
- Monique Somers (AT5, NOS)
- Jelte Sondij (VARA, BNN, BNNVARA)
- Caroline Sonneveld (RTL 4, SBS6)
- Cees Sorgdrager (NOS)
- Bob Spaak (NTS)
- Henk Spaan (VARA, Veronica (PO & HMG), PowNed)
- Madelon Spaan (SBS6)
- Maarten Spanjer (TROS, NCRV, Net5, Talpa, MAX)
- Kees van der Spek (SBS6, RTL 4. RTL 5)
- Rob van der Spek (EO)
- Pauline Spiering (MAX)
- Margreet Spijker (Veronica (HMG), RTL 5, RTL 4, WNL)
- Jack Spijkerman (VARA, Talpa/Tien, RTL 4, RTL 7)
- Cas Spijkers (RTL 4, SBS6)
- Frits Spits (KRO)
- Hans Spitsbaard (MAX)
- Suzanne Spliethoff (RTL 4)
- Amanda Spoel (Veronica (PO), AVRO)
- Milou van Sprang (KRO/RKK, NOT)
- Bart Jan Spruyt (Het Gesprek)
- Jetske van Staa (TROS & Veronica (PO))
- Sanne Staarink (RTV Utrecht, RTL 4, RTL 7)
- Aart Staartjes (IKOR/IKON, VARA, VPRO, NOS)
- Liesbeth Staats (KRO/KRO-NCRV, NTR)
- Huub Stapel (TROS, Veronica (HMG), RTL 5, Het Gesprek, MAX)
- Gaston Starreveld (RTL 4, TROS, SBS6)
- Marco Starink (RTL 4)
- Mike Starink (NCRV, Veronica (HMG), RTL 4, OUT TV)
- Stefan Stasse (KRO)
- Paul Staudenmaijer (NOS)
- Gijs Staverman (Veronica (PO), Veronica (HMG)/Yorin, RTL 5, RTL 4, KRO)
- Dionne Stax (NOS, MAX, NTR, AVROTROS)
- Nico Steenbergen (TROS, RTL 5, RTL 7)
- Maarten Steendam (RTV Utrecht, Telegraaf)
- Annechien Steenhuizen (NOS, NTR)
- Alberto Stegeman (SBS6)
- Ton Steinz (AVRO, VOO)
- Jan Stekelenburg (NOS)
- Joost van der Stel (Yorin, RTL 4)
- Marleen Stelling (EO/IKON)
- Rob Stenders (Veronica (PO), Veronica (HMG), Tien)
- Shelly Sterk (RTL 5, RTL 4, SBS6)
- Steef van Stiphout (RTL 4)
- Henk van Stipriaan (NOS)
- Henny Stoel (NOS)
- Herman Stok (VARA)
- Theo Stokkink (KRO)
- Kick Stokhuyzen (NCRV)
- Jeroen Stomphorst (NOS)
- Ed Stoop (RTL 4, RTL 7)
- Milou Stoop (NOS)
- Dennis Storm (TMF, BNN/BNNVARA)
- Pieter Storms (RTL 5, RTL 4, SBS6)
- Carlo Strijk RTL 5, TV10, TROS, Kindernet)
- Evelyn Struik (Yorin, RTL 5, RTL 4)
- Jard Struik (VPRO)
- Saskia Stuiveling (AVRO)
- Yfke Sturm (RTL 5)
- Kas Stuyf (RTL 4, NCRV)

## T
- Dirk Taat (RTL 4, SBS6)
- Roland Tameling (SBS6)
- Menno Tamming (RTV Rijnmond, RTV West, NOS)
- Humberto Tan (AVRO, NOS, Talpa/Tien, RTL 4, RTL 7, Eredivisie Live)
- Pascal Tan (NTR)
- Pier Tania (ANP, NTS, VARA, NCRV)
- Henk Teeuw (NTS)
- Margje Teeuwen (Talpa, RTL 4)
- Carry Tefsen (TROS, Veronica (HMG))
- Stephanie Tency (RTL 4, SBS6)
- Caroline Tensen (Veronica (PO), RTL Véronique/RTL 4, TROS, Talpa/Tien, NCRV/KRO-NCRV, AVROTROS)
- Henk Terlingen (NOS, RTL 5)
- Ruben Terlou (VPRO)
- Erica Terpstra (MAX)
- Amber Teterissa (RTL 4)
- Romek van Thiel (RTL 4)
- Manon Thomas (RTL Véronique/RTL 4, EO & TROS, SBS6)
- Nousjka Thomas (NCRV)
- Frits Thors (NTS/NOS)
- Marieke Tichelman (EO)
- Walter Tiemessen (TROS)
- Eric van Tijn (RTL 4, SBS6)
- Joop van Tijn (VARA, NOS, VPRO)
- Marianne Timmer (SBS6)
- Maaike Timmerman (RTV Noord-Holland, WNL)
- Peter Timofeeff (NOS, RTL 4, RTL 5)
- Chriet Titulaer (NOS, TROS, RTL 4, Teleac)
- Jeroen Tjepkema (NOS)
- Hans van der Togt (AVRO, RTL 4)
- Maureen du Toit (SBS6, RTV Noord Holland, RTL 4)
- Inge Tol (NOT)
- Kees Tol (TROS/AVROTROS, SBS6, NET5)
- Han Tonnon (TROS)
- André van der Toorn (SBS6)
- Waldemar Torenstra (VARA, VPRO, NTR)
- Krijn Torringa (AVRO)
- Mounir Toub (24Kitchen, MAX)
- Freddy Tratlehner (NTR)
- Jamie Trenité (BNNVARA, RTL 4, SBS6)
- Annette van Trigt (VARA, NOS)
- Rob Trip (NOS)
- Erik van Trommel (Fox Kids, Jetix, SBS6)
- Duncan Tromp (RTL 5)
- Jan Tromp (VARA)
- Moïse Trustfull (AVROTROS, Veronica (Talpa))
- Quinty Trustfull (Veronica (HMG)/Yorin, SBS6, RTL 4)
- Rocky Tuhuteru (NOT, AT5, KRO)
- Bart Tuinman (Omroep Brabant, NOS)
- Alwien Tulner (RTL 7)
- Frits van Turenhout (KRO)
- Mariëlle Tweebeeke (RTL 4, NOS)

## U
- Paula Udondek (KRO, Teleac)
- Lex Uiting (VARA, BNN, BNNVARA, RTL 4)
- Theo Uittenbogaard (AVRO)
- Marjolijn Uitzinger (AVRO)
- Rob Urgert (VARA/BNNVARA, Net5, NTR)

## V
- Arnold Vanderlyde (SBS6)
- Pieter Varekamp (AVRO)
- Buddy Vedder (AVROTROS, RTL 4, RTL 5)
- Peter Vedder (EO)
- Roderick Veelo (SBS6, TROS, RTL 4, RTL 7)
- Babette van Veen (Veronica (HMG), RTL 4)
- Jan van Veen (VERONICA, AVRO)
- Rudolph van Veen (RTL 4, Net5, 24Kitchen, SBS6)
- Bas van Veenendaal (Eredivisie Live/FOX Sports, Ziggo Sport)
- Willemijn Veenhoven (BNNVARA)
- Kick van der Veer (AVRO)
- Rivkah op het Veld (NOS)
- Feike ter Velde (EO)
- Joey van der Velden (Jetix, AVRO)
- Eveline van Velsen (AVRO)
- Remco Veldhuis (SBS6, MAX)
- Wendy Veldhuis (SBS6)
- Colet van der Ven (IKON, NCRV)
- Manuel Venderbos (RTL 5, EO)
- Georgina Verbaan (Veronica (SBS), LLiNK, VPRO)
- Coen Verbraak (KRO, NCRV, VARA, NPS/NTR)
- Tineke Verburg (TROS, RTL 5)
- Leon Verdonschot (VPRO, VARA, Omroep Brabant)
- Annemieke Verdoorn (TROS, RTL 4)
- Marjan Verhaar (NOS)
- Heleen Verhagen (EO)
- Marco Verhagen (Net5, RNN7, Tien, RTL 8, Brabant10, SBS6, Omroep Flevoland)
- Rop Verheijen (AVROTROS)
- Marco Verhoef (NOS)
- Thomas Verhoef (RTL 4)
- Koen Verhoeff (AVRO, NTS, TROS)
- Rutger Verhoeven (BNNVARA)
- Sanny Verhoeven (NTR, School Tv, Sterren.nl, Net5, RTL Lounge, Teleac, RTL 4)
- Gert Verhulst (TROS/AVROTROS)
- Marie Verhulst (AVROTROS)
- Viktor Verhulst (RTL 5, Videoland)
- Rinke Verkerk (VARA)
- Rámon Verkoeijen (BNN)
- Ton Verlind (KRO)
- Albert Verlinde (RTL 4, SBS6)
- Rob Verlinden (RTL 4, SBS6)
- Emerson Vermaat (EO)
- Harry Vermeegen (VARA, Veronica (PO & SBS), SBS6, RTL 7)
- Arno Vermeulen (AVRO)
- Sita Vermeulen (Jetix, RTL 4)
- Ellemieke Vermolen (RTL 4, SBS6)
- Jeremy Vermolen (SBS6, RTL 4)
- Jan Versteegh (Powned, BNN/BNNVARA, SBS6)
- Lauren Verster (AVRO/AVROTROS)
- Laurien Verstraten (RTL 4, SBS6)
- Roué Verveer (NTR, SBS6)
- Renée Vervoorn (TMF, SBS6, RTL 5)
- Harold Verwoert (MAX)
- Gallyon van Vessem (TROS, SBS6, RTL 5)
- Pim Veth (SBS6, Jetix, Regionale zenders)
- Nicolaas Veul (VPRO)
- Pieter de Vink (NOS/NPS)
- Sammy Vinke (RTL 4)
- Roderick Vonhögen (RKK)
- Ad Visser (AVRO)
- Annette Visser (SBS6)
- Frank Visser (NCRV, SBS6)
- Griselda Visser (NOS, RTL 4, RTL 5, Sport7)
- Mark Visser (NOS)
- Ria Visser (AVRO, NOS)
- Sascha Visser (TMF, NCRV, AVROTROS, RTL 4)
- Jacqueline Vizée (RTL 4)
- Karin Vlasblom (NCRV, Veronica (PO), TROS, VTV)
- Dominique van Vliet (Net5, Tien)
- Nico van Vliet (NOS)
- Dinne van der Vlis (NOS)
- Wilma Vlug (EO)
- Fred van der Vlugt (AVRO)
- Freek Vonk (National Geographic, Discovery Channel, BNN, VPRO)
- Willem Voogd (VPRO)
- Jack van der Voorn (AVRO)
- Peter van der Vorst (RTL 4)
- Alex de Vries (WNL)
- Alma de Vries (EO)
- Bert de Vries (TROS)
- Fabienne de Vries (TMF, RTL 4, Yorin, V8/Veronica (SBS), RTL 5, Het Gesprek)
- Gerard de Vries (TROS)
- Leonard de Vries (NCRV)
- Meta de Vries (MAX)
- Peter R. de Vries (RTL 4, SBS6, RTL 5)
- Jorn van Vrijaldenhoven (RTL 4)
- Margriet Vroomans (RTL 4, RTL 5, NOS, BVN, TROS)

## W
- Lisa Wade (VARA, NTR)
- Jan Jaap van der Wal (VARA, VPRO, BNN, Teleac/NOT, Comedy Central, AVROTROS)
- Sanne Wallis de Vries (BNNVARA)
- Hugo Walker (NTS/NOS)
- Simone Walraven (Veronica (PO))
- Gijs Wanders (NOS)
- Hidde van Warmerdam (AT5, SBS6)
- Willie Wartaal (The Box, BNN, RTL 5)
- Maartje van Weegen (KRO, NOS)
- Carla van Weelie (EO)
- Dennis Weening (MTV, RTL 5, Spike, SBS6)
- Marlijn Weerdenburg (SBS6, KRO-NCRV, MAX, AVROTROS)
- Saskia Weerstand (KRO-NCRV, AVROTROS, RTL 4)
- Dominique Weesie (PowNed)
- Max van Weezel (NOS)
- Herman Wegter (EO)
- Mieke van der Weij (VARA, AT5, NPS, NCRV)
- Ruud ter Weijden (AVRO, RTL Véronique/RTL 4, RTL 5)
- Guido Weijers (SBS6, KRO, RTL 4)
- Simone Weimans (NOS)
- Lisette Wellens (WNL, AT5)
- Erben Wennemars (BNN)
- Renate Wennemars-van der Zalm (Veronica (HMG), RTL 4, Yorin, SBS6)
- Lucille Werner (RTL 4, AVRO, TROS, NTR, SBS6, KRO-NCRV)
- Bas van Werven (TROS/AVROTROS)
- Filemon Wesselink (BNN/BNNVARA, RTL 4, RTL 7)
- Margriet Wesselink (NOS)
- Albert West (NCRV, TROS)
- Henk Westbroek (NOT)
- Rik van de Westelaken (NOS, AVROTROS, Net5, SBS6)
- Juvat Westendorp (SBS6, KRO-NCRV)
- Frits Wester (RTL 4, RTL 5, RTL 7)
- Courtney Westerburg (VPRO, VARA/BNNVARA)
- Koert Westerman (RTL 7)
- Max Westerman (RTL 4)
- Bas Westerweel (AVRO, NOS, TNOT/Teleac, LLink, Het Gesprek, RTL 4, RTV Noord-Holland)
- Kirsten Westrik (AT5, RTL 5)
- Merel Westrik (AT5, WNL, RTL 4, Net5, SBS6)
- Simone Wiegel (Veronica (PO), Teleac, AVRO)
- Pieter van der Wielen (NOS)
- Gerard Wielenga (Veronica (PO))
- Christa Wielinga (EO)
- Ymke Wieringa (RTL 5, National Geographic)
- Herman Wigbold (NOS)
- Loek Wijchers (RTL 7)
- Juliëtte de Wijn (AVRO)
- Maurice Wijnen (SBS6)
- Guido de Wijs (KRO)
- Ivo de Wijs (VARA)
- Hella van der Wijst (KRO, RKK, EO, ONS)
- Ruud de Wild (TMF, BNN, Talpa, RTL 4)
- Pauline de Wilde (RTL 4, RTL 5)
- Thijs Willekes (RTL 4, RTL 5)
- Janneke Willemse (WNL)
- Hans van Willigenburg (KRO, RTL 4)
- John Williams (Veronica (HMG)/Yorin, RTL 4, RTL 7, RTL 5)
- Dennis Wilt (RTL 4, RTV Utrecht, SBS6)
- Emmely de Wilt (NTR)
- Pauline Wingelaar (RTL 4, RTL 7)
- Anouska Wink (Veronica (MTV), RTL 4, RTL 7)
- Sharon Wins (Yorin, Fox Kids, RTL 4)
- Harry de Winter (RTL 5, AVRO, Het Gesprek, MAX)
- Tirsa With (NTR, Omroep Zwart)
- Paul Witteman (VARA/BNNVARA, NTR)
- Miljuschka Witzenhausen (TMF, Tv Noord-Holland, RTL 4, 24Kitchen, RTL 5)
- Anita Witzier (Veronica (PO & HMG), KRO/KRO-NCRV)
- Diana Woei (NOS)
- Jeroen Wollaars (NOS/NTR)
- Femke Wolthuis (RTV Utrecht, RTL 4, RTV Noord)
- Emma Wortelboer (BNN/BNNVARA)
- Sol Wortelboer (MTV, Net5, Comedy Central, Veronica (SBS), SBS6)
- Rolf Wouters (RTL 4, Veronica (HMG)/Yorin, AVRO, Talpa, SBS6)
- Hermine Wubs (EO)

## X
-

## Y
- Toprak Yalçiner (RTL 4)
- Fiona Yauw (RTL 4)
- Yes-R (Nickelodeon, VPRO, SBS6, AVROTROS)
- Sandra Ysbrandy (EO, RTL 4, SBS6, MAX)

## Z
- Leco van Zadelhoff (RTL 4, SBS6)
- Peter van Zadelhoff (RTL 7, RTL 4)
- Annabelle Zandbergen (NOS)
- Leon van der Zanden (MTV, VPRO/Teleac)
- Herman van der Zandt (NOS, MAX)
- Siebe van der Zee (AVRO)
- Dirk Zeelenberg (SBS6)
- Aart Zeeman (NCRV, KRO)
- Michaël Zeeman (VPRO)
- Thijs Zeeman (SBS6, RTL 5)
- Michiel de Zeeuw (RTL 4)
- Chris Zegers (Yorin, RTL 5, BNN/BNNVARA, AVROTROS)
- Valerio Zeno (TMF, BNN/BNNVARA)
- Hans van Zijl (ANP)
- Joop van Zijl (NTS/NOS)
- Simon Zijlemans (RTL 4, RTL 7, FOX Sports)
- Eva Zijlstra (TV10)
- Nelleke Zitman (NCRV)
- Hans Zoet (NOS)
- Eddy Zoëy (TV Oost, BNN, SBS6, V8, RTL 5, National Geographic, RTL 7, RTL 4)
- Steffie Zoontjes (SBS6)
- Hans Zuydveld (NOS)
- Joost Zwagerman (VPRO)
- Anne-Mar Zwart (EO)
- Erik de Zwart (Veronica (PO), TROS, TMF, MTV, RTL 7, RTL 4, ONS)
- André Zwartbol (EO)
- Valerie Zwikker (RTL 4, SBS6)
- Nico Zwinkels (RTL 4)